# Bitwa nad rzeką Yacus
Bitwa nad rzeką Yacus – starcie zbrojne, które miało miejsce w roku 1534 podczas hiszpańskiego podboju Peru.
Zimę 1533 r. Francisco Pizarro spędził w Cuzco. Pod koniec grudnia wysłał w ślad za uchodzącym Quizguizem (10 000 wojowników) kilkudziesięciu ludzi pod wodzą Hernando de Soto i Diego de Almagro w towarzystwie kilku tysięcy wojowników z Cuzco. Zimowa aura przeszkodziła jednak obu w doścignięciu przeciwnika.
Krótko później niewielki oddział Alonso de Riquelme w sile 20 jeźdźców, 20 piechurów i 2000 indiańskich sojuszników z plemienia Huancas dostrzegł, siły Quizguiza na przeciwległym brzegu rzeki Yacus w pobliżu miasta Jauja. Pomimo gradu strzał i kamieni Hiszpanom i ich sojusznikom udało się przekroczyć rzekę i w zaciętej walce rozbić siły Quizguiza, zmuszając go do odwrotu w kierunku Quito. Część wycofujących się Indian podjęła jeszcze walkę na stokach Cuntunsenca, została jednak i tu rozbita. W trakcie bitwy wszyscy Hiszpanie biorący udział w walce wraz z Riquelme odnieśli mniejsze lub większe rany a jeden poniósł śmierć. Przeciwnik stracił setki zabitych.